# Лозянський
Лозя́нське — село в Україні, у Міжгірській селищній громаді, Хустського району, Закарпатської області. Населення становить 1592 особи.

## Географія
Селом тече річка Просівна.

## Населення
Згідно з переписом УРСР 1989 року чисельність наявного населення села становила 1454 особи, з яких 695 чоловіків та 759 жінок.
За переписом населення України 2001 року в селі мешкали 1582 особи.

### Мова
Розподіл населення за рідною мовою за даними перепису 2001 року:
| Мова       | Відсоток |
| ---------- | -------- |
| українська | 99,50 %  |
| російська  | 0,50 %   |

## Історія
Колишня назва села — Лозянське. На деяких картографічних ресурсах помилково позначене як Лозянский.
Перша згадка у 1653 році під назвою Lazanki. Село належало родині Липчеї.
Рішенням облвиконкому Закарпатської області № 155 від 15 квітня 1967 року до Лозянського приєднано село Прохідниця (відоме з XIX століття)..

## Пам'ятки, визначні місця

### Церква святого Миколая Чудотворця
Дерев'яна церква збудована у 1830 році та належала до найпоширеніших на Міжгірщині церков зі шпилеподібним готичним завершенням над вежею, але її не дуже вдало перебудував відомий майстер Петро Карпа в 1930-х роках. До стін зрубу нави добудували два крилоси. Опасання — важливий атрибут давніх споруд — було знято. Колись шпилеподібне завершення, логічне для стилю церкви, замінено на невиразний бляшаний конус із несподіваним кулеподібним потовщенням. Дахи вкрито бляшаним покриттям, а всі зруби обшито «піками» і помальовано жовтою вохрою. Над входом влаштовано дах на металевих трубах. Однак церква збереглася, і, може, настане час, коли познімають бляху, і пам'ятка постане в первісному вигляді. Нині церква знову належить греко-католикам.
Напис на задній дощечці кивота повідомляє про майстра з Дорога Василя Ленґела, що виконав різьбарську роботу до церкви: «ПАРОХТИЛЛНИ | смотрите ко крни Час | При мні Димитри Талап | ковіч Адми[ни]стратор; Парохъ | Воловски, и куратори, Стефан | Ца, и Андриі Сопко, и Іоань Шоваг. | за сія вся вирізаныи Образы данно | Три сто німецкыгъ, Ризбар из Дорога | ту робил, Базилиус Лєнгєл, ко Помо- | щію Бжиі совершил лита бо.од | АWВДІ (1841 [дата записана з помилкою, не читається; АWДІ=1814; AWBI=1812]) мца августа З (6)».
На стіні вівтаря вивішено в рамці пам'ятку-нагадування про те, що кожного року на Великдень має служитися свята літургія за упокій душі Матія Шовака, який передав на церкву увесь свій маєток. Старі дзвони реквізували в Першу світову війну.

### Церква святого пророка Іллі
Церква збудована у 1926 році та є однією з пізніх церков Міжгірщини, розташована у верхньому кінці села, що його іноді називають Вишнім Лозянським, також повернута греко-католицькій громаді. Хоч споруда дуже маленька і проста та ще й перекрита бляхою, однак зберігає риси, властиві старим церквам, і справляє дуже поетичне враження. Церква — двозрубна: бабинець і нава творять один прямокутний зруб, а вівтар — менший, квадратний. Бабинець відмежовано від нави аркою з колод, над якою розташовано хори. Нава має стрімке коробове склепіння.
З бабинця драбина веде на дзвіницю з трьома малими і одним великим дзвоном, виготовленими в 1925 та 1926 роках ужгородською фірмою «Акорд». На одному з менших дзвонів напис: "ЖЕРТ. ГОЛУЧАК АНЦА РОД. ВОЛОВЕ". Башта присадкувата, шпиль над нею невисокий, скоріше конічної форми, увінчаний кованим хрестом майстерної роботи. Простіший хрест увінчує вівтар. Над входом був похилий дах, що спирався на дві металеві труби, а ще давніше замість труб були дерев'яні стовпи, що утворювали ґанок.
На початку 1990-х років до бабинця добудували додаткове приміщення. За час існування церкви її двічі вкривали шинґлами, а на початку 1970-х років вкрили бляхою. Всередині — розкішний іконостас, подарований громадою села Жденієво. Образи доброго письма, але вже, на жаль, невміло замальовані. Церкву збудував місцевий майстер Василь Шовак (1903—1946). За своє коротке життя він встиг зажити слави доброго майстра в околиці, будуючи з дерева хижі та виконуючи всяку теслярську роботу. В. Шовак вирізьбив «царські двері», а також склав привезений іконостас.

### Церква Вознесіння Господнього
Дерев'яну церкву з чотирма банями збудовано на горбку 1995 року у Кливах. Очолила спорудження Мушка-Сопко Анна Андріївна. Матеріалами допомогли місцеві підприємства, а кошти збирали в багатьох навколишніх селах. Велику суму зібрав Михайло Маркович з Міжгір'я.
До складу будівельної бригади увійшли майстри із сусідніх Сопків — Дмитро, Ілля, Микола, Михайло та Олекса Тайстри, Дмитро та Іван Сопки, покрівельники Дмитро Іванина із Стригальні та Петро ПІемет із Прохідного, місцевий електрозварник Василь Царь.

## Відомі люди
- Цар Василь Васильович (5 жовтня 1934 — 29 грудня 1989) — український ґрунтознавець, кандидат географічних наук, доцент Київського національного університету імені Тараса Шевченка.